# Jean-Dominique Okemba
Jean-Dominique Okemba, né le 16 février 1955  dans la province des Plateaux (devenue département) en République du Congo, est un officier congolais, vice-amiral et chef des services de renseignements,. Proche du président Denis Sassou-Nguesso, dont il est le neveu, il joue un rôle central au sein du régime depuis le début des années 2000. Il est depuis 2000 conseiller spécial du président et occupe, depuis 2002, le poste de secrétaire général du Conseil national de sécurité (CNS).

## Carrière
Jean-Dominique Okemba est deuxième attaché de défense à l’ambassade de Kinshasa pendant la guerre civile (1997-1999). À la fin de ce conflit, Denis Sassou-Nguesso revient au pouvoir le 5 juin 1997 et nomme Okemba comme son conseiller spécial.
Dans la lutte d’influence au sein du clan présidentiel, Okemba est considéré comme chef du clan familial mbochi.
Jean-Dominique Okemba est promu contre-amiral en 2004 puis vice-amiral en février 2013. 

## Missions spéciales et actions sociales
En tant que conseiller spécial, il mène plusieurs missions diplomatiques. En septembre 2001, il est envoyé au Maroc pour rencontrer le roi Mohammed VI au sujet de la candidature de Henri Lopes au poste de secrétaire général de la francophonie. Le 21 juin 2002, il est reçu par Joseph Kabila à Kinshasa, porteur d'un message du président Denis Sassou-Nguesso.
Parallèlement, il fonde une association à son nom, impliquée dans la lutte contre le SIDA en zone rurale,,.

## Conseil national de sécurité
Le 30 décembre 2002, il est nommé secrétaire général du Conseil national de sécurité nouvellement créé, tout en restant conseiller spécial du Président. Ce conseil, placé sous l'autorité du chef de l’État, supervise les travaux de renseignement, menés par Okemba,. Il sera secondé dans ses fonctions entre 2006 et 2013 par le colonel Marcel Ntsourou,.

## Influence et controverses
Dans les années 2000, Okemba est considéré comme l’un des hommes les plus influents du régime, surnommé « Monsieur le vice-président »,. Il mène des missions discrètes à la demande du président. Il a été soupçonné d'avoir marginalisé Pierre Oba, le puissant ministre de la Sécurité, au milieu des années 2000,.
En 2014, il est accusé d’avoir utilisé BGFIBank Congo, qu’il préside, pour faire transiter des fonds de Proparco via Alios Finance Congo.

## Distinction honorifique
Le 10 février 2011, il est décoré Officier de la Légion d'honneur sur demande de Nicolas Sarkozy par l’ambassadeur français Jean-François Valette,.